# École Suk
L'École Suk est une organisation médicale fictive issue du cycle de Dune de Frank Herbert.
Fondée par Mohandas Suk après les ravages de la peste robotique sur les mondes de la Ligue des Nobles, au cours du Jihad Butlérien, l’école est un ordre médical. Elle produit les docteurs les plus compétents et les plus éprouvés de l’univers. Leur excellence et leur loyauté à l'égard de leurs patients font leur réputation. Seules les plus riches des Grandes Maisons peuvent se permettre de louer leurs services, car leurs tarifs sont exorbitants. En théorie, leur conditionnement impérial les rend incapables d’infliger le mal. 
Néanmoins, le conditionnement Suk fut pris en défaut une fois. Dans le roman Dune, le baron Vladimir Harkonnen tortura Wanna, la femme du docteur Wellington Yueh jusqu’à ce que celui-ci consentît à trahir la Maison Atréides. Cependant, Yueh a permis à Paul et Jessica Atréides d’échapper aux tueurs Harkonnen et donné au duc Leto Atréides le moyen de tuer le Baron (bien que le duc, drogué, ait échoué).
Ceux qui ont reçu le conditionnement Suk portent un tatouage en forme de diamant sur le front et ont les cheveux longs rattachés ensemble par un anneau d’argent en tant que symbole distinctif.